# Мендоса
 Тази статия е за града в Аржентина.  За провинцията вижте Мендоса (провинция).  
Мендо̀са (на испански: Mendoza) е град в Аржентина. Разположен е в Западна Аржентина, в полите на Андите. Главен град е на едноименната провинция Мендоса. Има жп гара на трансконтиненталната линия Буенос Айрес-Валпараисо. Богат селскостопански район и винарски център. Консервна и циментова промишленост. Население 110 993 жители от преброяването през 2001 г.